# Anastrophe (Rhetorik)
Unter einer Anastrophe (Kunstwort für eine Umkehrung, aus dem griechischen ἀνά aná = hinauf und στρέφειν stréphein = wenden) oder auch Inversion (lateinisch Umkehr) versteht man eine rhetorische Figur, bei der abweichend von der üblichen grammatikalischen Wortstellung zwei sprachlich zusammengehörende Worte umgestellt werden.
Beispiele:
- nachher → hernach
- ohne Zweifel → zweifelsohne
- rotes Röslein → Röslein rot
- kleines Hänschen → Hänschen klein
- pure Natur → Natur pur

Insbesondere auch die Voranstellung des Genitivattributs:
- das höchste Glück des Lebens → des Lebens höchstes Glück
- die schwere Kunst der Verstellung → der Verstellung schwere Kunst
- Kind des Geistes → Geistes Kind

Spezielle rhetorische Umstellungsfiguren sind:
- Hypallage (auch Enallage)
- Hyperbaton
- Hysteron-Proteron